# Fascjoloza

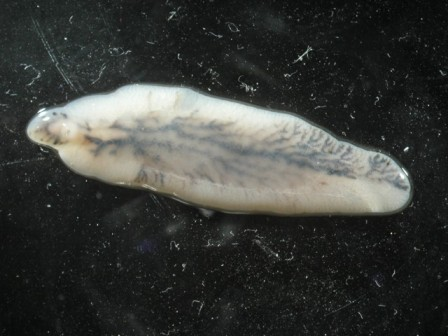
Dorosły osobnik motylicy wątrobowej.

Fascjoloza (łac. fasciolosis, ang. fascioliasis) – choroba pasożytnicza, wywoływana przez motylicę wątrobową (Fasciola hepatica). Bywa również nazywana chorobą motyliczą. Chorują na nią ludzie i zwierzęta.

## Epidemiologia
Pasożyt kosmopolityczny. W Polsce fascioloza zwierząt jest rozpowszechniona na terenie całego kraju. Choroba u ludzi występuje sporadycznie w Polsce, częstsza jest na południu Europy, we Francji i Portugalii. 

## Morfologia pasożyta
Długość ciała 18 – 51 mm, szerokość 4 – 13 mm. Barwy biało-szarej lub szarobrązowej.

## Żywiciel ostateczny
Żywicielem ostatecznym najczęściej jest: owca, koza, bydło domowe, dzikie przeżuwacze. Dużo rzadziej konie, świnie, króliki oraz inne ssaki roślinożerne. Żywicielem ostatecznym może być również człowiek. 

## Żywiciel pośredni
Żywicielami pośrednimi w cyklu rozwojowym motylicy wątrobowej są ślimaki z rodziny błotniarkowatych (Limnaeidae). W Polsce głównym żywicielom pośrednim jest błotniarka moczarowa (Galba truncatula). Oprócz tego żywicelami pośrednimi są: błotniarka stawowa (Lymnaea stagnalis), Galba occulata. W krajach pozaeuropejskich żywicelami pośrednimi mogą być liczne gatunki ślimaków.

## Umiejscowienie
Motylica wątrobowa pasożytuje w przewodach żółciowych wątroby gdzie usadawiają się osobniki dojrzałe płciowo. Młode motylice bytują w miąższu wątroby, drążąc w nim kanały. Niekiedy motylice mogą się osiedlać w płucach, węzłach chłonnych, śledzionie, tkance podskórnej. Te przypadkowe lokalizacje występują przede wszystkim u nietypowych żywicieli. W płucach motylicę najczęściej spotyka się u bydła, czasami u koni i owiec.

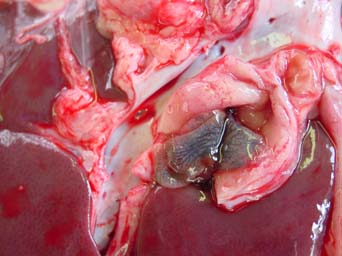
Dorosłe osobniki motylicy wątrobowej w przewodach żółciowych.

## Objawy i przebieg
Przejawia się ona ogólnymi zaburzeniami trawienia, funkcji wątroby - np. nieprawidłowe wydzielanie żółci. W skrajnym przypadku prowadzi do żółtaczki.
W krajach arabskich znana jest jednostka chorobowa określana jako halzoun (distomatosis buccopharyngealis), polegająca na obrzęku i zapaleniu błony śluzowej gardła i jamy ustnej, przebiegającym z bólem, krwawieniem i obfitym wydzielaniem śluzu. Przypuszczalnie spowodowana jest ona przez przyczepiające się do błony śluzowej gardzieli młodociane postacie motylic, do czego dochodzi podczas spożywania surowej wątroby, co jest powszechnym zwyczajem w tym kręgu kulturowym. Próby wywołania objawów u ochotników były jednak nieowocne.

## Zmiany anatomopatologiczne
Zmiany anatomopatologiczne w  głównej mierze dotyczą wątroby. W fazie ostrej podczas wnikania pasożyta w miąższ wątroby wywiązuje się urazowe ostre zapalenie wątroby (hepatitis distomatosa acuta), co przejawia się znacznym przekrwieniem i powiększeniem wątroby. Powierzchnie wątroby pokrywają małe otworki będące miejscami wniknięcia młodych pasożytów w miąższ wątroby. Przy intensywnych inwazjach stwierdza się również zapalenie otrzewnej. Węzły chłonne wątrobowe są powiększone i obrzękłe. Skutkiem uszkodzeń naczyń krwionośnych wątroby płyn otrzewnowy może być zabarwiony na czerwono. W przypadku bardzo silnych inwazji możliwe jest wewnętrzne skrwawienie się z wątroby co skutkuje występowaniem w jamie brzusznej znacznych ilości krwi. Z czasem uszkodzenia miąższu wątroby powiększają się. Kanały wydrążone przez wędrujące motylice wypełnione są krwią i zniszczoną tkanką wątrobową. Występują nacieki komórkowe eozynofine i makrofagowe. Następnym etapem jest wypełnienie ubytków tkanką ziarninową, która z czasem bliznowacieje.

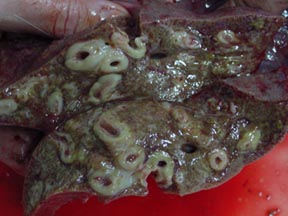
Motyliczy przerost łącznotkankowy przewodów żółciowych.

Przy inwazjach przewlekłych, po tym jak dorosłe motylice dostaną się do przewodów żółciowych, na skutek uszkodzeń mechanicznych, toksycznego działania motylic, zastoju żółci w przewodach wytwarza się zapalenie ścian przewodów żółciowych (cholangitis). Przewody wypełnia gęsty płyn koloru brunatno-brązowego z jajami motylic oraz ich obumarłymi częściami. Czasami stwierdza się ropne zapalenie przewodów żółciowych (cholangitis purulenta). W następstwie tego stanu dochodzi do łącznotkankowego zgrubienia ścian przewodów widocznego jako grube sznury barwy białawej. Efektem tych zmian jest marskość wątroby na tle motyliczym (cirrhosis hepatis distomatosa). Następuje zmniejszenie wątroby, która jest twarda o nierównej powierzchni. Widoczne są przerosty łącznotkankowe tak znaczne że mogą prowadzić do zaniku miąższu wątroby.
W trakcie wykonywania sekcji oprócz zmian tyczących się wątroby stwierdza się niedokrwistość, zanik mięśni i tkanki tłuszczowej, obrzęk krezkowych węzłów chłonnych, ogólne wyniszczenie organizmu.

## Rozpoznawanie

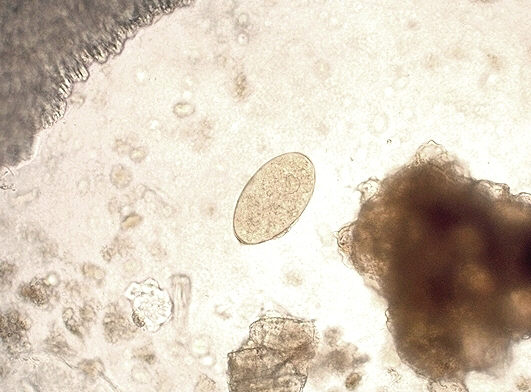
Jaja motylicy wątrobowej

Objawy chorobowe które występują przy inwazji motyliczej są mało patognomoniczne. Przeżyciowe rozpoznawanie fasciolozy polega na badaniach kału metodą sedymentacji i stwierdzaniu obecności charakterystycznych jaj w kale. Metodą tą można stwierdzić przewlekłą inwazję pasożyta. Postać ostra fasciolozy stwierdzana podczas wędrówki młodego pasożyta przez miąższ wątroby może być diagnozowana wyłącznie metodami sekcyjnymi.

## Profilaktyka
Ponieważ źródło zarażenia stanowi zanieczyszczona woda lub rośliny, aby uchronić się inwazji,  nie należy pić wody  ze zbiorników, w których mogą istnieć przywry (stawy itp.), a także nie brać do ust traw ani roślin wodnych, na których mogą przebywać larwy.

## Leczenie
Lekiem z wyboru jest bitionol w dawce 40 mg/kg masy ciała p.o. powtarzanej co drugi dzień przez 28 dni. Skuteczny jest też triklabendazol w jednorazowej dawce 10 mg/kg masy ciała.